# Adolf Christen
Adolf Christen (Berlino, 7 agosto 1811 – Monaco di Baviera, 13 luglio 1883) è stato un regista teatrale tedesco.
Quando il padre dell'attrice Klara Ziegler morì, la tutelò. Inizialmente non era molto convinto di insegnarla ma alla fine lo fece. Nel 1876 la sposò.
Morì a Monaco. La tomba di famiglia si trova nel vecchio cimitero meridionale di Monaco.